# 周期蛋白依赖性激酶6
周期蛋白依赖性激酶6（英語：Cyclin-dependent kinase 6，CDK6） 是一种由基因CDK6编码的激酶，由周期蛋白激活。具体来说，CDK6受周期蛋白D激活，受CDK抑制蛋白抑制。
CDK6属于周期蛋白依赖性激酶（CDK）家族，其中包括周期蛋白依赖性激酶4（CDK4）。